# Оранія

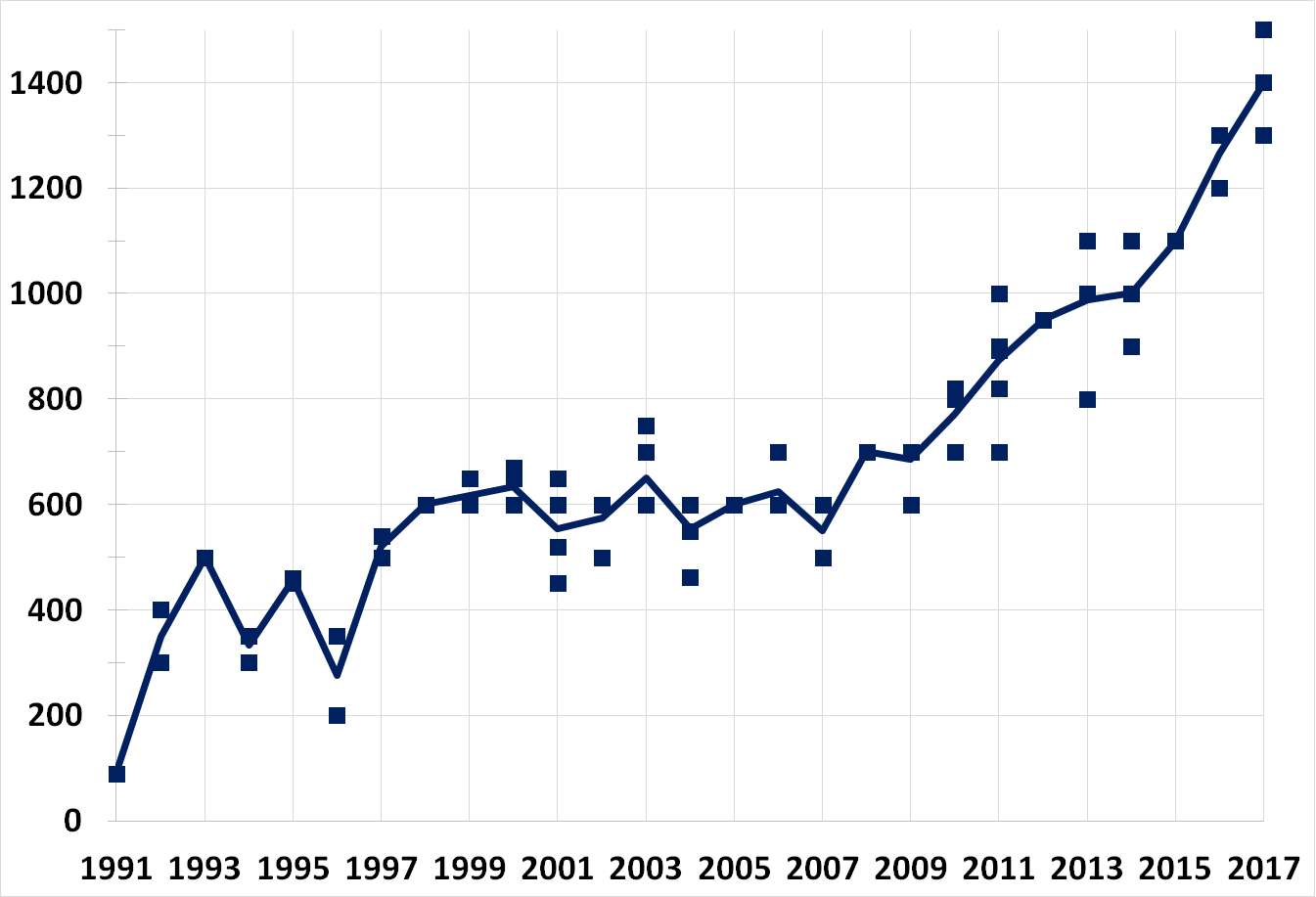
Кількість населення Оранії зростає.

Ора́нія (афр. Orania) — місто в Південно-Африканській Республіці, яке повністю заселене африканерами. Населення складало 1523 осіб станом на 2011 рік, але швидко зростає.
Місто використовує власну валюту — ора — яка дорівнює ранду ПАР.